# 刺叶冬青
刺叶冬青（学名：Ilex bioritsensis）是冬青科冬青属的植物。分布在台湾以及中国大陆的云南、四川、贵州、湖北等地，生长于海拔1,800米至3,200米的地区，多生于山地常绿阔叶林和杂木林中，目前尚未由人工引种栽培。

## 别名
双子冬青（峨眉植物图志），壮刺冬青（四川植物志），耗子刺（云南彝良），苗栗冬青（台湾植物志）